# سیارک ۲۶۹۲
سیارک ۲۶۹۲ (به انگلیسی: 2692 Chkalov، نامگذاری:1976YT3) دو هزار و ششصد و نود و دومین سیارک کشف شده‌است که در ۱۶ دسامبر ۱۹۷۶ کشف شد.
قدر مطلق سیارک برابر ۱۲٫۳۰ است.